# Vlčice (districtul Jeseník)
Vlčice (în germană Wildschütz) este o comună și un sat în districtul Jeseník, regiunea Olomouc, Republica Cehă. Are o populație de aproximativ 500 de locuitori.
Vlčice se află la aproximativ 17 kilometri (11 mi) nord-vest de Jeseník⁠(d), 85 kilometri (53 mi) nord de Olomouc și 190 kilometri (120 mi) est de capitala Praga.

## Diviziuni administrative
Vlčice este alcătuit din patru diviziuni administrative (populația este între paranteze conform recensământului din 2021):
- Vlčice (310)
- Bergov (29)
- Dolní Les (16)
- Vojtovice (17)

## Orașe înfrățite–orașe gemene
Vlčice este înfrățit cu:
- Biała⁠(d), Polonia